# Cloreto de 4-etilbenzeno-1-sulfonila
Cloreto de 4-etilbenzeno-1-sulfonila, cloreto de para-etilbenzeno-1-sulfonila ou cloreto de p-etilbenzeno-1-sulfonila é o composto orgânico organossulfurado de fórmula C8H9ClO2S e massa molecular 204,67. Apresenta ponto de fusão 8-12°C, ponto de ebulição 134 °C, densidade 1,268, ponto de fulgor 134-136°C a 7mmHg. É classificado com o número CAS 16712-69-9 e MOL File 16712-69-9.mol.